# Schuhpalast Pinkus
Schuhpalast Pinkus is een Duitse filmkomedie uit 1916 onder regie van Ernst Lubitsch.

## Verhaal
De Jood Sally Pinkus gaat werken in een schoenwinkel. Hij wordt er echter ontslagen, omdat hij een oogje heeft op de dochter van de baas. Vervolgens neemt hij een baantje aan in een deftigere schoenwinkel. Wanneer hij ook daar wordt ontslagen, wil hij een rijke vrouw overhalen om zijn eigen zaak te financieren.

## Rolverdeling
| Acteur            | Personage          |
| ----------------- | ------------------ |
| Ernst Lubitsch    | Sally Pinkus       |
| Else Kentner      | Melitta Herve      |
| Guido Herzfeld    | Mijnheer Meiersohn |
| Ossi Oswalda      | Leerjongen         |
| Hanns Kräly       | Leraar             |
| Fritz Rasp        |                    |
| Erich Schönfelder | Schoenmaker        |